# Особенности национальной политики
«Осо́бенности национа́льной поли́тики» — российская кинокомедия 2003 года. Четвёртый фильм в серии.

## Сюжет
Генерал Иволгин собрался идти в большую политику. Высокие рейтинги неизвестного соперника приводят в замешательство конкурентов. Они пытаются разгадать секрет популярности генерала и предпринимают меры по его дискредитации и даже покушение на его жизнь. Предвыборный штаб Иволгина справляется с этим. Впрочем, большинство чинимых противниками препятствий компания друзей даже не замечает, а их чистую удачу спецслужбы и мафия принимают за высокий профессионализм.
В сценарии использованы факты из политической биографии прототипа — А. И. Лебедя и другие запомнившиеся случаи политической жизни России 1990-х годов, например дело о «коробке из-под ксерокса».

## В ролях
| Актёр                | Роль                                          |
| -------------------- | --------------------------------------------- |
| Алексей Булдаков     | генерал Иволгин Алексей Михайлович            |
| Виктор Бычков        | егерь Кузьмич                                 |
| Сергей Гусинский     | сержант Сергей Семёнов                        |
| Семён Стругачёв      | Лёва Соловейчик                               |
| Александр Тютрюмов   | Кислюк                                        |
| Нина Усатова         | Инна Усман                                    |
| Сергей Русскин       | Сергей Олегович Саенко                        |
| Александр Половцев   | Илюша, капитан ФСБ                            |
| Виктор Сергеев       | Виктор Сергеевич                              |
| Михаил Пореченков    | Ваня, бандит                                  |
| Юрий Кузнецов        | Степан Николаевич, кандидат на выборах        |
| Анна Ковальчук       | телеведущая                                   |
| Константин Хабенский | Гоша, папарацци                               |
| Андрей Зибров        | Веня, бандит-неудачник                        |
| Михаил Трухин        | Лёля                                          |
| Зоя Буряк            | Зоинька, секретарша                           |
| Игорь Копылов        | Алекс Лыкс                                    |
| Вадим Гущин          | Леонид, помощник Степана Николаевича          |
| Юлия Лим             | Юлия Михайловна, помощница Сергея Степановича |
| Владимир Прокофьев   | Сергей Степанович                             |
| Михаил Трясоруков    | Виктор Иванович, помощник Сергея Степановича  |
| Сергей Бызгу         | Костя, сотрудник ФСБ                          |
| Михаил Вассербаум    | Саша, охранник генерала Иволгина              |

## Места съёмки
Большая часть сцен снималась в Пскове. Печорский район, на базе отдыха «Кривск» ГУ ЦБ по Псковской обл. пос. Кривск Псковской области, в студии ГТРК «Псков».

## Последующий фильм
Спустя 21 год после выхода картины, в феврале 2024 года режиссёр Станислав Светлов начал съёмки спин-оффа — фильма «Особенности национальной больницы» по сценарию Александра Рогожкина, постоянный актёр серии фильмов «Особенности национальной…» Виктор Бычков примет участие в картине.